# James Smithson
James Smithson (Parigi, 1765 – Genova, 1829) è stato un mineralogista e chimico britannico, noto per aver lasciato un lascito testamentario agli Stati Uniti, che fu utilizzato per fondare lo Smithsonian Institution.

## Biografia
Si conosce poco della vita di Smithson: la sua corrispondenza, scritti, quaderni, e diari scientifici andarono perduti in un incendio che distrusse l'edificio dello Smithsonian Institution nel 1865; si salvarono soltanto 213 volumi della sua libreria personale e alcuni scritti personali.
Smithson era nato nel 1765 a Parigi, figlio illegittimo non riconosciuto di un possidente inglese, Lord Hugh-Waldemar smithson Percy, conte e poi I duca di Northumberland.
Iniziò gli studi al Pembroke College, Università di Oxford, nel 1782, e ottenne un Master of Arts nel 1786.
Il 19 aprile 1787, a 22 anni, fu eletto, come membro più giovane, alla Royal Society.

## Carriera scientifica
James Smithson ha dedicato la vita ad investigare il mondo naturale, e ha visitato Firenze, Parigi, la Sassonia e le Alpi svizzere per trovare cristalli e minerali sui quali poter effettuare esperimenti (incluso diluirli, macinarli, bruciarli, persino masticarli e annusarli) per scoprirne e classificarne i loro elementi chimici. Nel 1802 Smithson dimostrò che i carbonati di zinco erano veri minerali carbonati e non ossidi di zinco, come prima si pensava. Uno di essi, (ZnCO3), un tipo di minerale dello zinco, fu chiamato smithsonite in onore di James Smithson nel 1832, da uno scienziato francese. La smithsonite fu una fonte principale di zinco fino al 1880. Smithson inventò anche il termine silicato.
Smithson ha pubblicato 27 scritti di chimica, geologia, e mineralogia su giornali scientifici. Gli argomenti comprendevano la composizione chimica delle lacrime, la forma cristallina del ghiaccio e un metodo migliore per fare il caffè.